# Sypialnia

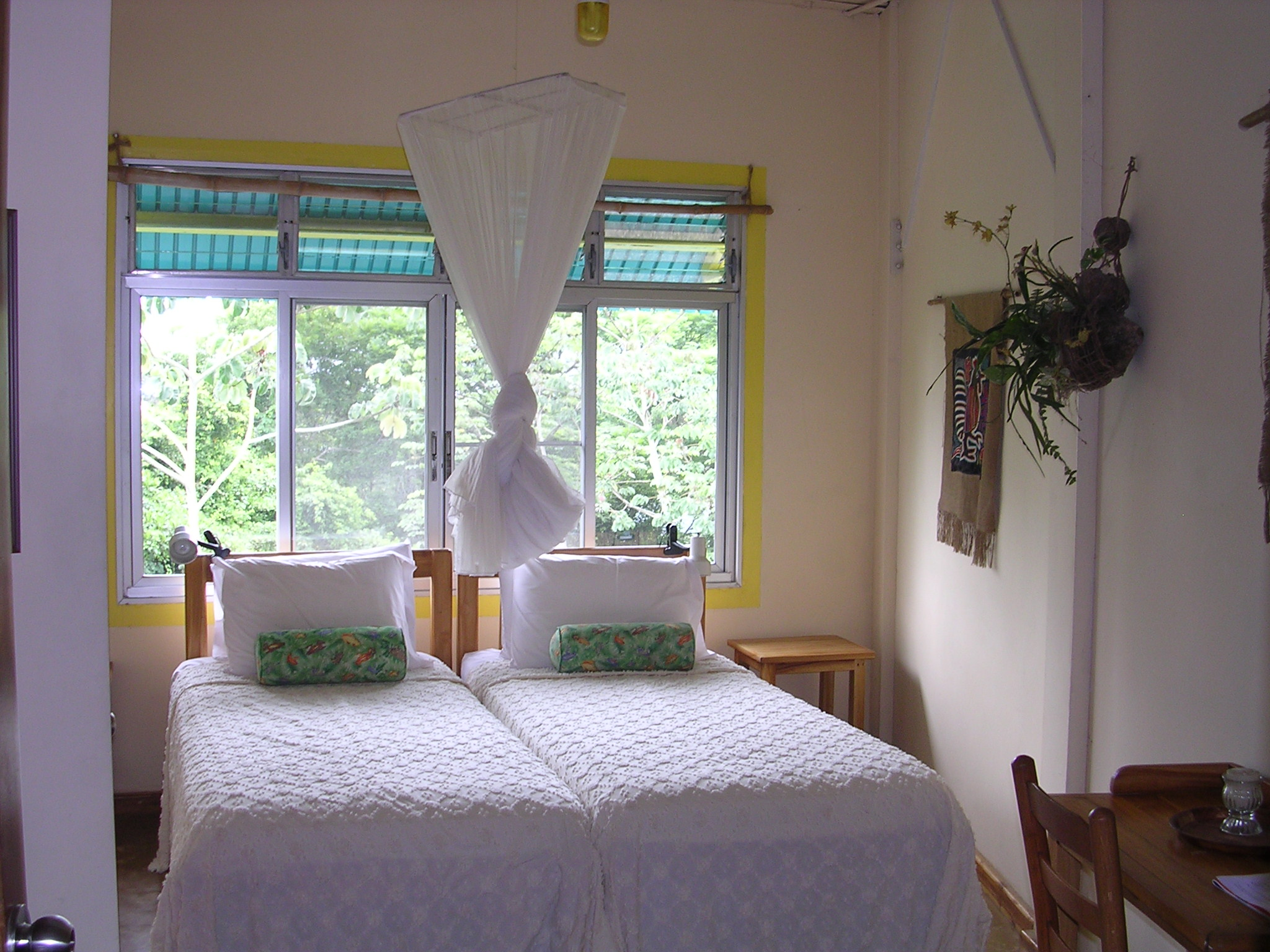
Sypialnia

Sypialnia – pomieszczenie, w których mieszkańcy domu mogą spać lub odpoczywać. Pokój sypialny powinien posiadać co najmniej jedno łóżko (często podwójne).
Potocznie określa się tak miasto satelickie, którego mieszkańcy na co dzień pracują lub uczą się w centralnym mieście aglomeracji, a miejsce ich zameldowania nie służy do niczego innego.